# 가엘 카퀴타
가엘 로미오 카퀴타 맘벵가(프랑스어: Gaël Romeo Kakuta Mambenga, 1991년 6월 21일 ~ )는 콩고 민주 공화국의 축구 선수로, 포지션은 윙어다. 현재 에스테글랄에서 뛰고 있다.

## 구단 경력

### 유소년
가엘 카퀴타는 만 7세에 축구 생활을 시작했다. 그의 첫 클럽은 고향에 위치한 US 릴-물랭이었다. 1999년 그는 RC 랑스 유소년팀으로 옮겼고, 그곳에서 5년을 생활하였다. 2007년 가엘 카퀴타는 첼시 FC 유소년팀으로 옮겼다.

### 첼시 FC
프리미어리그 2008-09 시즌에 접어들면서, 가엘 카퀴타는 1군 선수들과 함께 훈련받을 기회를 부여 받았다.
2009년 9월 1일 카를로 안첼로티 당시 첼시 감독이 카퀴타를 챔피언스리그 스쿼드에 포함시켰다. 가엘 카퀴타는 2009년 11월 21일 울버햄튼 원더러스와의 홈 경기에서 니콜라스 아넬카와 교체되며, 1군 무대 데뷔를 가졌다.
2009년 12월 8일 아포엘 FC와의 경기에 선발 출전하며 그의 UEFA 챔피언스 리그 데뷔 무대를 가졌고, 이는 첼시 역사상 가장 어린 나이에 챔피언스 리그 경기를 뛴 선수라는 기록이 되었다.
2010년 12월 21일, 가엘 카퀴타는 첼시와 4년 반 계약에 합의했다.

#### 풀럼 FC
2011년 1월 25일 카퀴타는 풀럼 FC로 6개월 단기 임대를 떠났으며, 등번호는 24번을 부여받았다. 그는 풀럼에서 7경기에 출장하여 1골을 기록하였다.

#### 볼튼 원더러스 FC
2011년 8월 31일 카퀴타는 볼튼 원더러스 FC로 6개월 단기 임대를 떠났다.

#### 디종 FCO
2012년 1월 11일 카퀴타는 프랑스의 디종로 6개월 단기 임대를 떠났다.

#### 피테서 아른험
2012년 8월 31일 카퀴타는 네덜란드 에레디비시의 피테서로 1년 임대를 떠났다. 2013년 7월 4일 피테서는 가엘 카퀴타를 1년 추가 임대에 성공했음을 발표했다. 그러나 2014년 1월 2일 임대가 해지되었다.

#### SS 라치오
2014년 1월 31일 이탈리아 세리에 A의 SS 라치오로 6개월 단기 임대를 떠났다. 그는 라치오에서 챔피언스리그와 국내리그 각각 1경기 씩 출장하는 데에 그쳤다.

#### 라요 바예카노
2014년 7월 25일 스페인 라리가의 라요 바예카노로 1년 임대를 떠났다.

### 세비야 FC
2015년 7월, 첼시 FC와 계약이 만료된 가엘 카퀴타는 스페인 라리가의 세비야 FC와 4년 계약을 맺었다.

### 허베이 화샤 싱푸
2016년 2월 6일 중국 슈퍼리그의 허베이 화샤 싱푸로 이적하였다.

#### 데포르티보 라코루냐
2017년 1월 16일 스페인 라리가의 데포르티보 라코루냐로 6개월 단기 임대를 떠났다.

#### 아미앵 SC
2017년 7월 11일 프랑스 리그 1의 아미앵 SC로 임대 이적하였다.

### 라요 바예카노
2018년 7월 13일 스페인 라리가의 라요 바예카노로 이적하였다.

## 국가대표 경력

### 청소년
가엘 카퀴타는 프랑스의 연령별 대표에 모두 참가했다.

### 성인
그러나 가엘 카퀴타는 프랑스 축구 국가대표팀에 선발되지 못하였고, 2017년 콩고 민주 공화국 축구 국가대표팀에 선발되어 국가대표 무대에 데뷔를 하였다. 그는 3월 26일 케냐와의 경기에 출장하여, 국가대표 데뷔 경기를 치렀다.